# دریاسالار: امواج خروشان
دریاسالار: امواج خروشان (کره‌ای: 명량; لاتین‌نویسی اصلاح‌شده: Myeongryang) یا با عنوان ساده‌تر دریاسالار، یک فیلم جنگی اکشن حماسی سال ۲۰۱۴ محصول کشور کره جنوبی است که توسط کیم هان مین کارگردانی و نوشته شده‌است. داستان فیلم بر اساس نبرد تاریخی میونگ‌نیانگ است و چوی مین شیک نقش یی سون شین را ایفا کرد. این فیلم در ۳۰ ژوئیه ۲۰۱۴ در کره جنوبی منتشر شد.
این فیلم با ۱۷٫۵ میلیون بار مشاهده، از رکورد متعلق به آواتار با ۱۳ میلیون بیننده پیشی گرفت و به پربیننده‌ترین و پرفروش‌ترین فیلم در تمام دوران در کره جنوبی تبدیل شد. مجموع فروش این فیلم در سراسر جهان ۱۳۸٫۳ میلیون دلار آمریکا است.